# Il caso Carey
Il caso Carey (The Carey Treatment) è un film del 1972 diretto da Blake Edwards.

## Trama
Il dottor Peter Carey è un patologo in un ospedale di Boston, e la figlia del capo del personale dell'ospedale muore dopo che un aborto illegale è andato storto e l'amico e collega di Carey, il dottor David Tao, è accusato di aver eseguito l'aborto. Carey non crede alla sua colpevolezza, quindi scava più a fondo, facendo arrabbiare il padre della ragazza che è proprio il direttore dell'ospedale dove Carey e Tao lavorano.